# Taguiloni
Taguiloni (en georgiano: თაგილონი; en abjasio: Ҭагьлан, romanizado: Taglan) es un pueblo que pertenece a la parcialmente reconocida República de Abjasia, dentro del distrito de Gali, aunque de iure es parte del municipio de Gali de la República Autónoma de Abjasia de Georgia.

## Toponimia
El nombre Taguiloni proviene del mingreliano y está asociado con la vieja historia de lo que sucedió en este pueblo. Un hombre caminó hacia su casa y se desplomó, estrellándose fuera de la carretera hacia el río Inguri. Los otros aldeanos dijeron: “Tak ginol" (en megreliano: თაქ გინოლ, lit. 'se cayó aquí'), y con el tiempo, el término Tak ginol se convirtió en el nuevo nombre de la aldea.

## Geografía
Taguiloni está situado a 12 km al sureste de Gali. Limita con Repo-Eceri y Shashikvara en el norte, Sida en el oeste; en el noreste está Chuburjinyi; y los pueblos de Nabakevi en el suroeste. También tiene frontera con el río Inguri y la aldea de Shamgona en Georgia (Mingrelia-Alta Esvanetia).

## Historia
La evidencia del asentamiento de este pueblo data del siglo I a. C., y consiste en el llamado tesoro de Taguiloni (actualmente consiervados en el palacio Dadiani, en Zugdidi). Taguiloni fue en el pasado parte de la región histórica georgiana de Mingrelia y desde el siglo XVII de Samurzakan. Después del establecimiento de la Unión Soviética, la aldea formó parte de la RASS de Abjasia dentro del distrito de Gali. En este periodo casi toda la población era de nacionalidad georgiana.
Durante la guerra de Abjasia en 1992-1993, la aldea estuvo controlada por las tropas del gobierno georgiano y, después de los combates, la población quedó bajo el dominio separatista de Abjasia.
Según los acuerdos de Moscú de 1994 sobre el alto el fuego y la división de las partes beligerantes, el distrito de Gali se integró en la zona de amortiguamiento, donde la seguridad de las fuerzas de paz de la CEI se ocupaba de la seguridad dentro de la misión UNOMIG. Las fuerzas de paz abandonaron Abjasia después de que Rusia reconociera su independencia en 2008. En el sitio de la antigua estación de tren se construyó una base militar rusa y un pequeño asentamiento nuevo para los guardias fronterizos rusos que vigilan la frontera con Georgia.

## Demografía
La evolución demográfica de Taguiloni entre 1989 y 2011 fue la siguiente:
| 1184                                                | 1439 |
| (Fuente: Population of Abkhazia since Soviet times) |      |

La población de Taguiloni ha aumentado tras la guerra de Abjasia pero su composición no ha variado, siendo inmensamente mayoritarios los georgianos étnicos.
|              | 2011      | 2011       |
| Grupo étnico | Población | Porcentaje |
| ------------ | --------- | ---------- |
| Georgianos   | 1423      | 99,5%      |
| Abjasios     | 0         | 0%         |
| Rusos        | 2         | 0,1%       |
| Ucranianos   | 1         | 0,1%       |
| Armenios     | 3         | 0,2%       |
| Total        | 1430      | 100%       |

## Infraetructura

### Transporte
En el pasado, una línea de ferrocarril que conectaba Abjasia con Georgia pasaba por el pueblo.